# Galgeven
Het Galgeven met omgeving is een natuurgebied ten zuiden van Berkel-Enschot dat eigendom is van de Stichting Brabants Landschap en behoort tot de beheerseenheid Oude Hondsberg, Ter Braakloop en Galgeven.
Het Galgeven is een ven van 16 ha dat omringd is door heuveltjes. Op één daarvan heeft ooit een galg gestaan, en op een andere een door windkracht aangedreven volmolen uit 1811. Deze molen werd gebouwd door de Tilburgse textielfabrikant Van den Bergh, een naam die nog terugkomt in de latere wolmerken BeKa en AaBe. De molen was een compleet fabrieksnederzettinkje met enkele arbeiderswoningen en een kantoortje. Hierdoor werd het ven ook wel Berghven genoemd. Molen en nederzetting zijn verdwenen, maar enkele loofbomen (linde en zomereik) herinneren aan de plaats waar dit alles heeft gestaan.
De activiteiten zorgden wél voor vervuiling van het water. Ook de latere ontginning, waarbij de heide werd beplant met naaldhout, verstoorde het milieu. Bij en in het Galgeven groeiden omstreeks 1970 nog waterlobelia, oeverkruid en biesvaren. Tegenwoordig wordt nog kleine zonnedauw, waterdrieblad en moerashertshooi in de omgeving van dit ven gevonden. In 2005 heeft men kalkrijk water uit de ondergrond in het Galgeven gelaten, teneinde de zuurgraad ervan omhoog te brengen, want het water was sterk verzuurd. Op deze wijze hoopt men de zeldzame flora weer te herstellen.
In het gebied Galgeven ligt ook het Keelven, en zuidelijk vindt men het Bakse Ven. Het betreft hier de zuidwestelijke uitloper van het Oisterwijkse vennengebied. Gelegen op het grondgebied van Heukelom. Heden behorend tot gemeente Oisterwijk, in het verleden behorend tot gemeente Berkel-Enschot. 
Het gebied sluit in het zuiden aan op de Kerkeindse Heide, in het noordoosten op het gebied Ter Braakloop, en in het noorden op het dal van de Voorste Stroom.
In het gebied is een wandeling om het Galgeven uitgezet.